# Hadena dichroma
Hadena dichroma là một loài bướm đêm trong họ Noctuidae.